# Shiogama-guchi (métro de Nagoya)
Shiogama-guchi (塩釜口駅, Shiogama-guchi-eki) est une station du métro de Nagoya sur la ligne Tsurumai dans l'arrondissement de Tempaku à Nagoya.

## Situation sur le réseau
La station Shiogama-guchi est située au point kilométrique (PK) 16,4 de la ligne Tsurumai.

## Histoire
La station a été inaugurée le 1er octobre 1978.

## Services aux voyageurs

### Accès et accueil
La station est ouverte tous les jours.

### Desserte

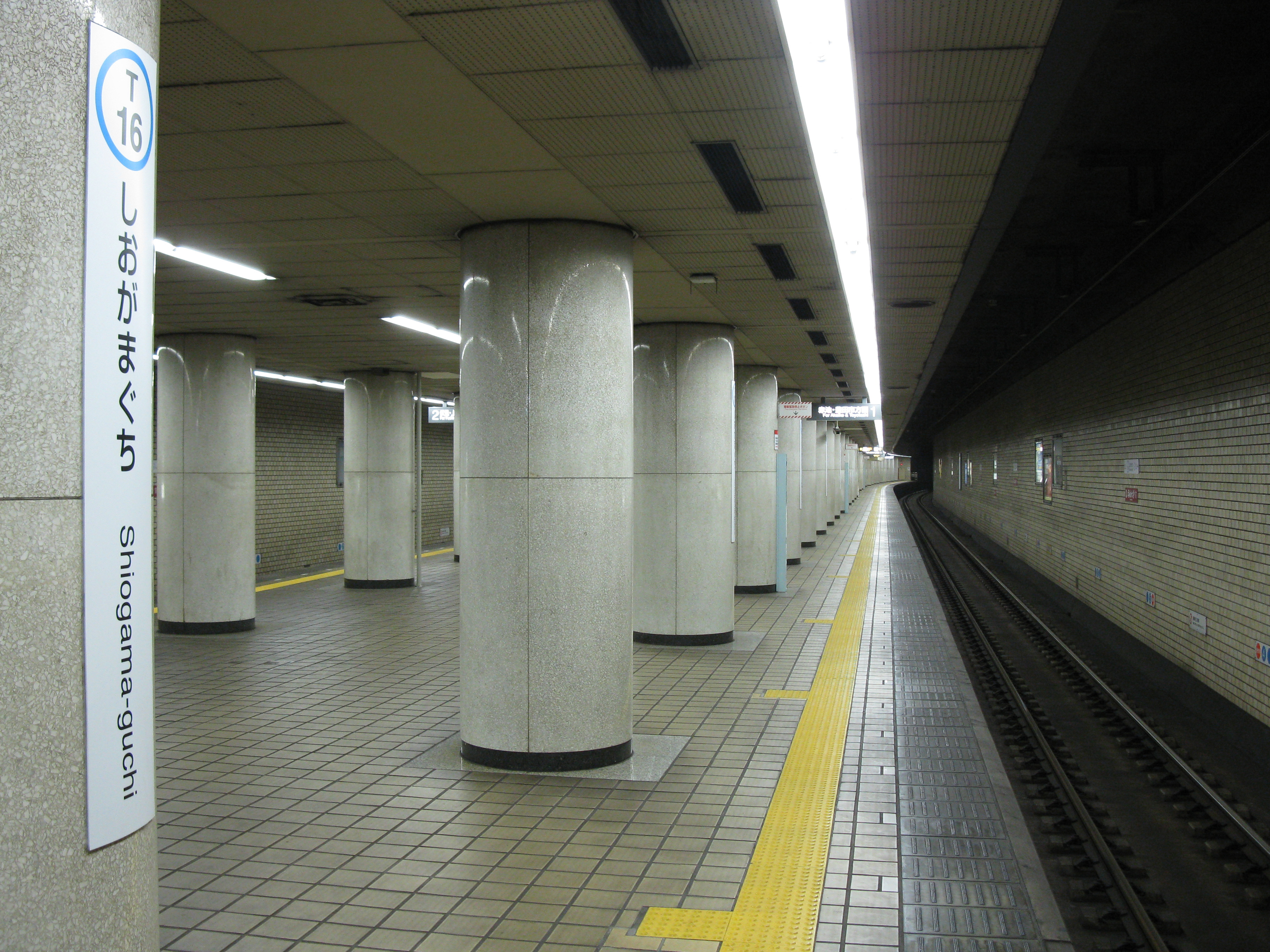
Vue des quais

- Ligne Tsurumai :
  - voie 1 : direction Akaike
  - voie 2 : direction Kami-Otai